# Fien Troch

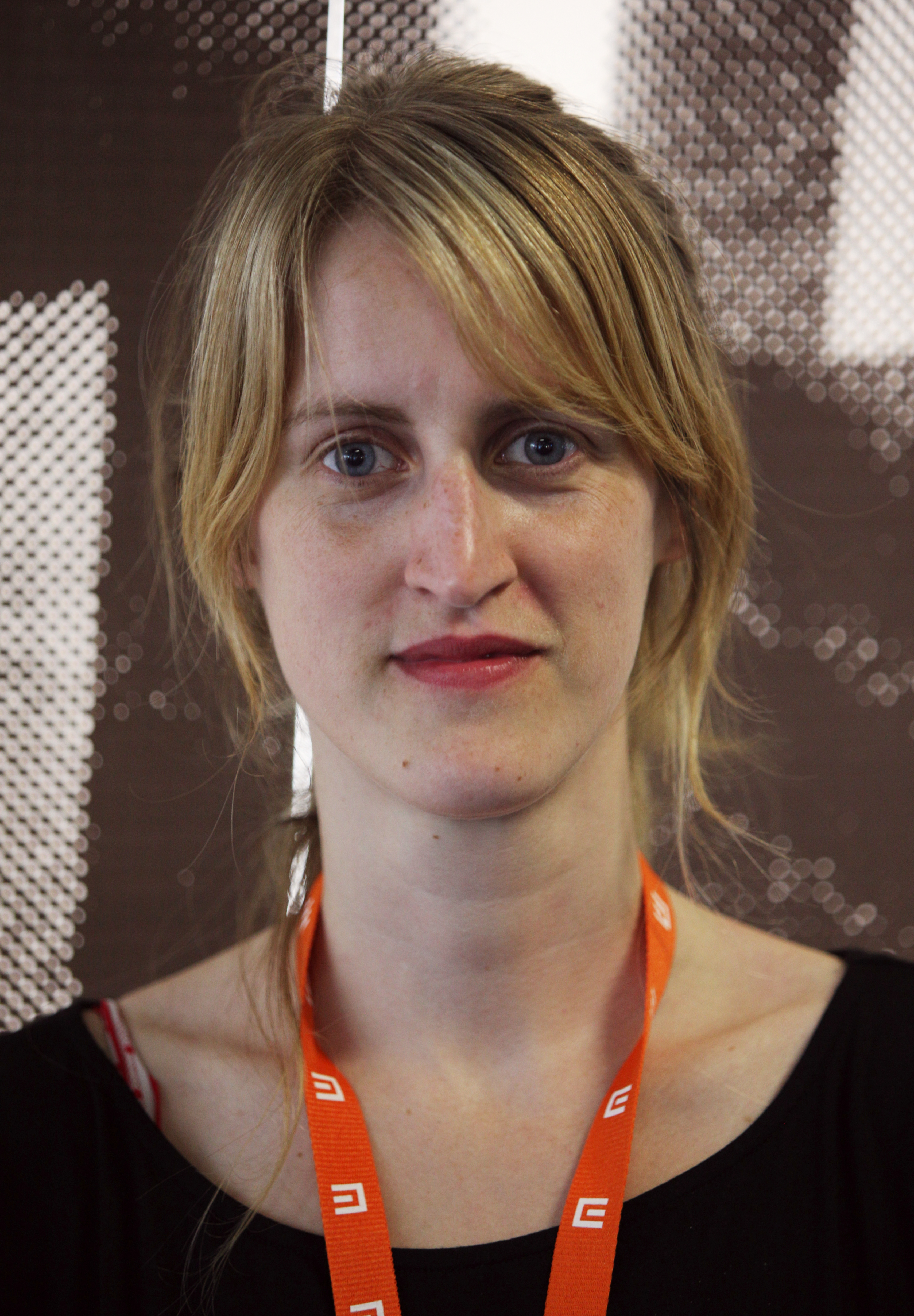
Fien Troch

Fien Troch (* 11. Mai 1978 in Londerzeel) ist eine belgische Filmregisseurin und Drehbuchautorin.

## Leben
Fien Troch wurde 1978 in Londerzeel im flämischen Teil Belgiens als Tochter des Filmeditors Ludo Troch geboren. Nach dem Studium der Filmregie an dem Saint Lucas High Institute hatte sie 2005 ihr Regiedebüt mit Een ander zijn geluk. Der Film wurde 2007 als belgischer Beitrag für die Academy Awards als Bester Fremdsprachiger Film eingereicht. 2008 folgte Trochs zweiter Film Unspoken und 2012 Kid. Mit ihrem vierten Film Home gewann sie 2016 bei den Internationalen Filmfestspielen von Venedig den Preis für die beste Regie in der Sektion Orizzonti. In der britischen Fernsehserie The Responder (2022) führte sie in zwei Folgen die Regie. Im Jahr 2023 erhielt sie für ihren fünften Spielfilm Holly eine Einladung in den Hauptwettbewerb des Filmfestivals von Venedig.
Sie ist mit dem belgischen Filmeditor Nico Leunen verheiratet und hat zwei Kinder.

## Filmografie
- 1998: Verbrande aarde (Kurzfilm)
- 1999: Wooww (Kurzfilm)
- 2001: Maria (Kurzfilm)
- 2005: Een ander zijn geluk
- 2008: Unspoken
- 2012: Kid
- 2016: Home
- 2022: The Responder (Fernsehserie)
- 2023: Holly

## Auszeichnungen
- 2005: Goldener Alexander und Bestes Drehbuch beim Internationalen Filmfestival Thessaloniki für Een ander zijn geluk
- 2014: Magritte Award als beste flämische Koproduktion  für Kid
- 2016: Venice Horinzons Award für die beste Regie bei den Internationalen Filmfestspielen in Venedig für Home
- 2016: Grand Prix der Jury des Les Arcs European Filmfestivals für Home
- 2016: Publikumspreis, Canvas Audience Award und Beste Musik beim Film Fest Gent für Home